# Baía de Aratu
A baía de Aratu está situada no estado da Bahia, no Brasil. É uma grande enseada que abriga a Base Naval de Aratu, o Porto de Aratu, um estaleiro, duas marinas (Aratu Iate Clube e Marina Aratu) que oferecem apoio e serviços aos navegantes, e também empresas que operam em escala industrial.
Já em sua entrada há um farolete que sinaliza a barra do canal. Entrando-se na baía, na margem direita, se localiza a base naval. Em frente à entrada da baía, está localizada a ilha de Maré, que pertence a Salvador.